# Eräsaari (ö i Södra Savolax, S:t Michel, lat 61,36, long 26,53)
Eräsaari är en ö i Finland. Den ligger i sjön Ylä-Rieveli och i kommunen Mäntyharju i den ekonomiska regionen  S:t Michel och landskapet Södra Savolax, i den södra delen av landet, 160 km nordost om huvudstaden Helsingfors. Öns area är 5,3 hektar och dess största längd är 0,7 kilometer i nord-sydlig riktning.